# Amanus
Montañas Nur (en turco: Nur Dağları) —también llamadas «[el] Amanus» en fuentes en castellano— es el nombre dado a una cadena montañosa situada en el sur de la actual Turquía. El pico más alto es el Mıgır Tepe, o «Bozdağ», con una altura de 2240 m.

## Descripción
La denominación tuvo origen en geógrafos griegos y romanos, para denominar al conjunto de montañas que separaba Cilicia de Siria, que comenzando en el cabo Rás el-Khanzír del golfo de Alejandreta se despliega en dirección noreste hacia el interior. También es descrita como una ramificación del Tauro cilicio al sur. A través de las montañas cruza el llamado «paso de Belén» (o Puertas Sirias), que según William Francis Ainsworth, un geógrafo británico del siglo XIX, dividiría a la cordillera en dos, los montes Amanus propiamente dichos y el Rhosus. En el norte se encuentra otro paso de montaña importante, conocido como «Nurdağ Pass».

## Historia

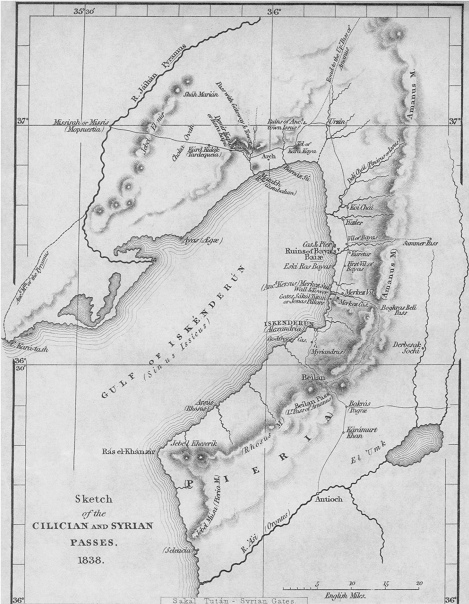
Mapa del Amanus, publicado en 1838, en el que se aprecian las dos subdivisiones de la cadena montañosa, el Rhosus —la parte más occidental— y los montes Amanus propiamente dichos —al noreste—, separados por el «Beilan Pass» (Puertas Sirias).

Durante la Primera Guerra Mundial, la línea del ferrocarril de Bagdad, financiada por el Imperio alemán, que habría unido en última instancia Berlín con Bagdad, se hizo pasar a través del macizo del Amanus —a pesar del gran gasto económico—, debido a que haberla hecho circular junto a la costa bordeando las montañas habría hecho susceptible a la infraestructura de ser atacada desde el mar. El paso se hizo mediante túneles, el principal el denominado «Bagtche tunnel», que se terminó de perforar en 1915, con una longitud de casi 5 km, además de otros de menor tamaño, que sumarían alrededor de 3 km. Las obras fueron completadas en enero de 1917.